# Torlaščina
Torlaščina ali Torlaško narečje (bolgarsko Торлашки диалект, ali Преходни говори, srbsko Торлачки говор; Торлачки говор) je južnoslovansko narečje, ki ga govorijo v južnih in vzhodnih delih Srbije, v Bolgariji, Makedoniji in na Kosovu. Del torlaško govorečih ljudi prebiva tudi v Romuniji, v okolici Karašove, in se imajo za Bolgare. Iz Romunije poznamo tudi neko drugo jezikovno normo, banatsko bolgarščino. Srbi trdijo, da je torlaščina srbsko narečje, Bolgari pa, da gre za njihovo narečje. 

## Jezikovne vsebnosti
Hrvaška jezikoslovca Milan Rešetar in Dalibor Brozović, pa tudi srbska jezikoslovca Pavle Ivić in Asim Peco ugotavljajo, da naj bi bila torlaščina štokavski dialekt. Po drugi strani pa sta bolgarska jezikoslovca Stojko Stojkov in Rangel Božkov razvila drugačno stališče, po katerem je torlaščina dialekt bolgarskega jezika. Poglavitni dokaz naj bi bil v tem, da torlaščina podobno kakor bolgarščina in makedonščina ne pozna določnega slovničnega sklona. Poleg tega glas ć vzhodna torlaščina izgovori kot št, zahodno torlaško narečje pa ga izgovori kot tj ali č, podobno kakor srbščina in hrvaščina.
Torlaščine niso poučevali in nima knjižnega jezika. Pravoslavni duhovniki so uporabljali le staro cerkveno slovanščino. Prvi pisni spomenik torlaščine je Temski spomenik iz Temske opatije, nastal v letu 1762. Avtor je Kiril Živković, ki je svoj jezik poimenoval za bolgarščino.
Iz torlaščine je osamosvojila goranščina, ki jo govorijo v Severni Makedoniji, na Kosovu in v Albaniji.